# Lou Albano
Louis Vincent "Captain Lou" Albano (Roma, Lacio, Italia, 29 de julio de 1933-Condado de Westchester, Nueva York, Estados Unidos, 14 de octubre de 2009) fue un luchador profesional, mánager y actor italo-estadounidense. Estuvo activo como luchador profesional desde 1953 hasta 1969, luego se convirtió en mánager, hasta 1995.
A lo largo de su carrera de 42 años, Albano guio 15 equipos diferentes y cuatro competidores individuales a los campeonatos de oro. Albano fue parte del "Triumvirate of Terror", un trío de nefastos mánagers de la WWF, que también incluyó a The Grand Wizard of Wrestling y Fred Blassie. El trío tuvo encuentros en la compañía durante una década, hasta la muerte del Grand Wizard en 1983.
Un showman único, con una barba alargada, pírsines faciales con banda elástica, y traje estruendoso, Albano fue el precursor de la Rock 'n' Wrestling Connection en los años 80. Después conoció a Cyndi Lauper en  un vuelo hacia Puerto Rico y la artista le contó que necesitaba un papel del padre para el vídeo musical Girls Just Want To Have Fun. Aparece en los vídeos Time After Time, She Bop y The Goonies 'R' Good Enough, y ayuda a introducir en la lucha libre cruzando con éxito a la audiencia en general. Aprovechando su éxito, más tarde incursionó en Hollywood con la televisión, el cine, y proyectos musicales.
Se le recuerda también por haber sido el primero en interpretar a Mario y poner voz al personaje, en la serie The Super Mario Bros Super Show! de 1989.

## Campeonatos y logros
- World Wrestling Entertainment
  - Hall of Fame (1996)[3]
  - WWWF United States Tag Team Championship (1 vez) — con Tony Altimore